# PICA200
PICA200 — это графический процессор 2006 года выпуска, выпускающийся компанией Digital Media Professionals (DMP), изначально предназначенный для портативных устройств и обеспечивающий высокую производительность при низких энергозатратах. Чип обеспечивает поддержку OpenGL ES 1.1, билинейную фильтрацию, рендеринг текстур и 2Х антиалиасинг (сглаживание). Вертексная производительность в пике достигает 15,3 миллионов полигонов, пропуская до 800 миллионов пикселей в секунду.
PICA200 использует четыре конвейера и работает с четырьмя программируемыми вершинными процессорами. 3D-ядро использует патентованную графическую технологию MAESTRO-2G, для управления попиксельным освещением, обработкой текстур, теней и «газообразных объектов», а также рядом алгоритмов затенения (per-vertex sub-surface scattering, bidirectional reflectance distribution function, cook-torrance, polygon subdivision, soft shadowing). Кадровый буфер постобработки PICA-FBM может улучшать финальную картинку при помощи антиалиасинга, а также 2D-функций. PICA-FBM можно расширить при помощи модуля векторной графики PICA-VG. Обычно эту задачу берут на себя шейдерные подпроцессоры, но PICA200 имеет базу встроенных CG-алгоритмов, для поддержки постобработки. DMP отмечают, что эти функции чипа снижают общую нагрузку и энергопотребление, делая его практически идеальным графическим процессором для портативной консоли.
Компания Nintendo в 2010 году решила использовать этот чип, как основной чип в их новой портативной приставке Nintendo 3DS.